# Partit Social Demòcrata de Catalunya
Partit Social Demòcrata de Catalunya fou un partit polític català d'ideologia socialdemòcrata. Fou creat l'abril de 1976 per Jaume Casanovas i Artigas com a escissió d'Esquerra Democràtica de Catalunya, per diferències no tant ideològiques com de lideratge. El partit es definia com d'esquerra liberal, i es va integrar dins la Federació Socialdemòcrata Espanyola, liderada per Francisco Fernández Ordóñez i José Ramón Lasuén Sancho.
El maig de 1977 va unir-se al Partit Popular, dirigit a Catalunya per Antoni de Senillosa, per a formar el Centre Democràtic, que finalment es va integrar en la Unió de Centre Democràtic. A les eleccions generals espanyoles de 1979, però, es va aliar amb ERC i el Front Nacional de Catalunya.